# Mapleton (Iowa)
Mapleton é uma cidade localizada no estado americano de Iowa, no Condado de Monona.

## Demografia
Segundo o censo americano de 2000, a sua população era de 1416 habitantes.
Em 2006, foi estimada uma população de 1201, um decréscimo de 215 (-15.2%).

## Geografia
De acordo com o United States Census Bureau tem uma área de
4,2 km², dos quais 4,2 km² cobertos por terra e 0,0 km² cobertos por água. Mapleton localiza-se a aproximadamente 347 m acima do nível do mar.

## Localidades na vizinhança
O diagrama seguinte representa as localidades num raio de 16 km ao redor de Mapleton.